# Лорен Мерчісон
Лорен Мерчісон (англ. Loren C. Murchison; 17 грудня 1898, Фармерсвілл, Коллін, Техас, США — 11 червня 1979, Лейквуд Тауншип, Оушен, Нью-Джерсі, США) — американський легкоатлет, олімпійський чемпіон.

## Життєпис

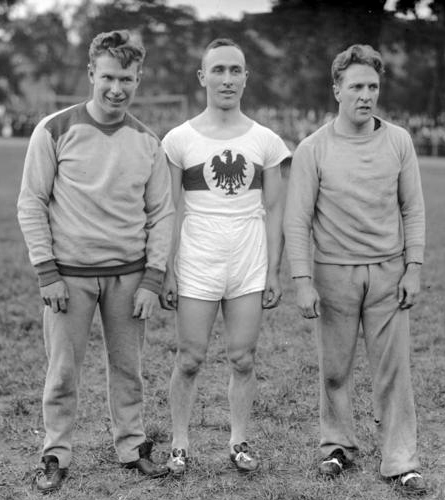
Чарлі Педдок, Хуберт Хоубен і Лорен Мерчісон (Берлін, 1924)

Лорен Мерчісон народився в 1898 році в Фармерсвілл (округ Коллін штату Техас).
У 1920 році на Олімпійських іграх в Антверпені він завоював золоту медаль в естафеті 4 × 100 м, на дистанції 200 м прийшов 4-м, а на дистанції 100 м — 6-м.
У 1924 році на Олімпійських іграх в Парижі він знову завоював золоту медаль в естафеті 4 × 100 м, і був 6-м на дистанції 100 м.
У 1925 році Лорен Мерчісон захворів на спінальний менінгіт, і залишок життя провів паралізованим. Помер 11 червня 1979 року у Лейквуд Тауншип, Оушен, Нью-Джерсі, США.